# جیمز هانلی
جیمز جوزف هانلی (۱۸۹۷تا۱۹۸۵) نمایشنامه‌نویس، نویسندهٔ داستان کوتاه و رمان‌نویسی انگلیسی بود. چهره‌های مهمی چون ای.ام. فورستر، توماس ادوارد لارنس و آنتونی برجس آثار وی را ستوده‌اند؛ اما وی هیچ‌گاه در مقام نویسنده موفقیت چندانی کسب نکرد. تاکنون هیچ کتابی از وی به فارسی ترجمه نشده‌است.